# Olivier de Magny
Olivier de Magny (1529 - 1561) fue un poeta francés.

## Vida
Nace en el seno de una rica familia burguesa de Cahors. Su madre era una apasionada de las letras y su padre trabajaba de magistrado.
Sus estudios se desarrollaron en la Universidad de Cahors, pero en 1547 se marcha a París, en donde obtiene gracias a la influencia de su madre una recomendación del obispo de Cahors para el poeta Hugues Salel, del que llegará a ser secretario. En este entorno, en el que también se movían Ronsard y Du Bellay se inicia en la poesía. Cuando Salel muere, Olivier de Magny pasa al servicio de Jean de Saint Marcel, con quién en 1555 viajará a Italia, en concreto a Roma. A su regreso pasa a ser secretario del rey Enrique II.
Considerado poeta menor, rebuscado y manierista, trabajó con distinta fortuna en varios géneros, e incluso teorizó sobre la poesía, aunque lo más característico de su obra son los sonetos. Olivier de Magny ejemplifica en cierto modo los rasgos más característicos de la poesía renacentista francesa.
Sus relaciones con la poetisa Louise Labé, perteneciente a la llamada Escuela Lionesa, aunque reales, son difíciles de cuantificar. Se conocieron cuando Magny pasó por Lyon de camino a Roma (Italia). De hecho, lo único seguro es que Olivier de Magny participó en la obra colectiva Escritos de diversos poetas en loor a Louize Labé con tres poemas. También hay algunos textos cuya atribución (a Magny o a Labé) se discute.
A su muerte es enterrado en su ciudad natal, Cahors, en lo que fue la iglesia de la Dorada.

## Obras
- Los Amores (Les Amours), 1553.
- Las Alegrías (Les Gayetez), 1554.
- Los Suspiros (Les soupirs), 1557.
- Las Odas (Les Odes), 1559.
- Sonetos (Sonnets), 1560.